# Crocidura flavescens
Crocidura flavescens е вид бозайник от семейство Земеровкови (Soricidae).

## Разпространение
Видът е разпространен в Лесото, Мозамбик, Свазиленд и Южна Африка.